# Living with Yourself
Living with Yourself este un serial de televiziune comedie-dramă american  creat de Timothy Greenberg, care a avut premiera pe 18 octombrie 2019, pe Netflix. În rolurile principale joacă Paul Rudd și Aisling Bea. Rudd are și rol de producător executiv, alături de Greenberg, Anthony Bregman, Jeff Stern, Tony Hernandez, Jonathan Dayton, Valerie Faris și Jeffrey Blitz.

## Sinopsis
Povestea este cea a unui bărbat care, după ce este supus unui tratament misterios care îi promite o viață mai bună, descoperă că a fost înlocuit de o versiune clonată a sa.

## Actori și personaje

### Actori principali
- Paul Rudd ca Miles Elliot/Clona lui Miles Elliot, copywriter la Pool Branding, care este nemulțumit de viața sa și de clona sa mai optimistă.
- Aisling Bea drept Kate Elliot, soția lui Miles, arhitect de interior

### Actori recurenți
- Alia Shawkat ca Maia, sora mai mică a lui Miles
- Desmin Borges ca Dan, coleg al lui Miles
- Karen Pittman ca Lenore Pool, șefa lui Miles
- Zoe Chao drept Kaylyn, recepționeră la Pool Branding
- Rob Yang ca Yongsu, angajat la Top Happy Spa
- James Seol ca Jung-Ho, angajat la Top Happy Spa

### Actori invitați
- Jon Glaser ca Henry
- Emily Young drept colegă
- Eden Malyn ca Margaret
- Ginger Gonzaga ca Meg, partenera de afaceri a lui Kate
- Gabrielle Reid drept colegă de branding
- Gene Jones ca Fermierul Ray
- Zach Cires ca Hugh
- Tom Brady ca el însuși

## Producție

### Dezvoltare
Pe 16 februarie 2017, a fost anunțat că IFC a dat undă verde unui nou serial de comedie creat de Timothy Greenberg. Printre producătorii executivi pentru serial se numărau Greenberg, Jeffrey Blitz, Anthony Bregman și Jeff Stern. Blitz a fost și regizor și serialul urma a avea premiera în anul 2018. Companiile de producție implicate erau Likely Story și Jax Media.

### Mutarea la Netflix
Pe 10 august 2018, a fost anunțat că proiectul s-a mutat la Netflix, care a comandat un prim sezon format din opt episoade. Serialul urma a fi scris de Greenberg, care urma să fie și producător executiv alături de Blitz, Bregman, Stern, Tony Hernandez, Jonathan Dayton, Valerie Faris și Paul Rudd. Dayton și Faris urmau a fi și regizori.

### Casting
Alături de anunțul mutării la Netflix, a fost confirmat că Paul Rudd va juca cele două rolurile principale. Pe 28 august 2018, Aisling Bea s-a alăturat distribuției.

### Filmare
Filmările pentru primul sezon au avut loc în locație în New York în 2018.

## Lansare
Pe 16 septembrie 2019 a fost lansat trailerul pentru serial.